# 西拉·沃德
西拉·沃德（英語：Sela Ward，1956年7月11日—），美国演员。曾获得黄金时段艾美奖戏剧类电视系列剧最佳女主角。